# Fernando Colomo
Fernando Colomo Gómez (Madrid, 2 febbraio 1946) è un regista, sceneggiatore, produttore cinematografico  e attore spagnolo.

## Filmografia parziale

### Regista e sceneggiatore
Cinema
- Tigres de papel (1977)
- ¿Qué hace una chica como tú en un sitio como éste? (1978)
- La chiave dell'amore (Cuentos eróticos) (1980) - collettivo
- La mano negra (1980)
- La línea del cielo (1983)
- El caballero del dragón (1985)
- La vita allegra (La vida alegre) (1987)
- Miss Caribe (1988)
- Bajarse al moro (1989)
- Rosa rosae (1993)
- Alegre ma non troppo (1994)
- El efecto mariposa (1995)
- Los años bárbaros (1998)
- Cuarteto de La Habana (1999)
- South from Granada (Al sur de Granada) (2003)
- El próximo oriente (2006)
- La banda Picasso (2012)
- Isla Bonita (2015)
- La tribù (La tribu) (2018)
- Antes de la quema (2019)
- Poliamor para principiantes (2021)
- Cuidado con lo que deseas (2021)

Televisione
- Las chicas de hoy en día - serie TV, 21 episodi da regista, 26 episodi da sceneggiatore (1991-1992)
- Famosos y familia - serie TV, 8 episodi (1999)

### Produttore
Cinema
- Ópera prima (1980)
- La mano negra (1980)
- Estoy en crisis (1982)
- El caballero del dragón (1985)
- La vita allegra (La vida alegre) (1987)
- El baile del pato (1989)
- Orquesta Club Virginia (1992)
- Mi hermano del alma (1994)
- Alegre ma non troppo (1994)
- Entre rojas (1995)
- Hola, ¿estás sola? (1995)
- Más que amor, frenesí (1996)
- Atómica (1998)
- A mia madre piacciono le donne (A mi madre le gustan las mujeres) (2002)
- Isla Bonita (2015)

### Attore
Cinema
- La chiave dell'amore (Cuentos eróticos), registi vari (1980)
- La vita allegra (La vida alegre), anche regista (1987)
- Salsa rosa, regia di Manuel Gómez Pereira (1992)
- Todos los hombres sois iguales, regia di Manuel Gómez Pereira (1994)
- Más que amor, frenesí, registi vari (1996)
- L'amore nuoce gravemente alla salute (El amor perjudica seriamente la salud), regia di Manuel Gómez Pereira (1996)
- ¿De qué se ríen las mujeres?, regia di Joaquín Oristrell (1997)
- Sobreviviré, regia di Alfonso Albacete e David Menkes (1999)
- A mia madre piacciono le donne (A mi madre le gustan las mujeres), regia di Daniela Fejerman e Inés París (2002)
- Cosas que hacen que la vida valga la pena, regia di Manuel Gómez Pereira (2004)
- Isla Bonita, anche regista (2015)
- Operación Concha, regia di Antonio Cuadri (2017)
- El club del paro, regia di David Marqués (2021)

Televisione
- Diarios de la cuarentena - serie TV, 8 episodi (2020)
- Vida perfecta - serie TV, 4 episodi (2019-2021)

## Premi
- Medallas del Círculo de Escritores Cinematográficos
  - 1977: "Mejor Cortometraje" (Pomporrutas imperiales)
  - 1978: "Premio Revelación" (Tigres de papel), "Mejor Guión" (Tigres de papel)
- Fotogramas de Plata
  - 2023: "Premio alla carriera"
- Málaga Spanish Film Festival
  - 2019: "Premio del Público"
- Munich Film Festival
  - 1996: "VFF TV Movie Award - Best International Television Production"
- Mystfest
  - 1981: "Best Film" (La mano negra)
- Paris Film Festival
  - 1995: "Special Jury Prize" (Alegre ma non troppo)
- Valladolid International Film Festival
  - 2022: "Espiga de Honor"
- Sant Jordi Awards
  - 1978: "Mejor Película Española" (Tigres de papel)
  - 2016: "Millor Película espanyola" (Isla Bonita)
- Peñíscola Comedy Film Festival
  - 1994: "Best Screenplay" (Alegre ma non troppo)
  - 2007: "Best Director" (El próximo oriente)
- Monte-Carlo Comedy Film Festival
  - 2018: "Best Film" (La tribù)
- Turia Awards
  - 1999: "Special Award"
- 2016: "Best New Actor" (Isla Bonita)
- L'Alfàs del Pi Film Festival
  - 1994: "Faro de Plata - Lifetime Achievement"
- José María Forqué Awards
  - 2021: "Golden Medal"
- Yoga Awards
  - 2022: "Worst Spanish Film" (Poliamor para principiantes)
- Alicante Film Festival
  - 2017: "Lucentum Award"